# Hertigdömet Spoleto
Hertigdömet Spoleto var en historisk italiensk monarki i mellersta Italien mellan 570 och 1201. Det utkristalliserades ur Lombardiska kungariket och uppgick i kyrkostaten och kungariket Sicilien.